# Coupe de Turquie de basket-ball
La Coupe de Turquie de basket-ball (en turc : Türkiye Kupası) est une compétition de basket-ball organisée annuellement par la Fédération de Turquie de basket-ball.

## Historique
La compétition a été créée en 1967. Elle s'est disputée jusqu'en 1973, puis elle s'est interrompue entre 1974 et 1991. Elle est de nouveau organisée depuis 1992.

## Palmarès
| Année                                                            | Vainqueur                                                        | Score                                                            | Finaliste                                                        | MVP               |
| ---------------------------------------------------------------- | ---------------------------------------------------------------- | ---------------------------------------------------------------- | ---------------------------------------------------------------- | ----------------- |
| 1966–1967                                                        | Fenerbahçe                                                       | 84–67 / 65–76                                                    | Muhafızgücü                                                      | N/A               |
| 1967–1968                                                        | Altınordu                                                        | 71–56 / 63–67                                                    | Muhafızgücü                                                      | N/A               |
| 1968–1969                                                        | İTÜ                                                              | 64–56                                                            | Galatasaray                                                      | N/A               |
| 1969–1970                                                        | Galatasaray                                                      | 86–83                                                            | İTÜ                                                              | N/A               |
| 1970–1971                                                        | İTÜ                                                              | 74–69                                                            | Beşiktaş                                                         | N/A               |
| 1971–1972                                                        | Galatasaray                                                      | 70–69                                                            | İTÜ                                                              | N/A               |
| 1972–1973                                                        | TED Ankara Kolejliler                                            | 64–68 / 68–56                                                    | Beşiktaş                                                         | N/A               |
| 1973–1991 : Non organisée                                        |                                                                  |                                                                  |                                                                  | N/A               |
| 1992                                                             | Paşabahçe                                                        | 79–71                                                            | Nasaşspor                                                        | N/A               |
| 1993                                                             | Tofaş                                                            | 90–64                                                            | Nasaşspor                                                        | N/A               |
| 1993–1994                                                        | Efes Pilsen                                                      | 81–76                                                            | Fenerbahçe                                                       | N/A               |
| 1994–1995                                                        | Galatasaray                                                      | 66–54                                                            | Ortaköy                                                          | N/A               |
| 1995–1996                                                        | Efes Pilsen                                                      | 89–63                                                            | Türk Telekom                                                     | N/A               |
| 1996–1997                                                        | Efes Pilsen                                                      | 84–71                                                            | Fenerbahçe                                                       | N/A               |
| 1997–1998                                                        | Efes Pilsen                                                      | 71–67                                                            | Türk Telekom                                                     | N/A               |
| 1998–1999                                                        | Tofaş                                                            | 77–75                                                            | Fenerbahçe                                                       | N/A               |
| 1999–2000                                                        | Tofaş                                                            | 72–54                                                            | Ülkerspor                                                        | N/A               |
| 2000–2001                                                        | Efes Pilsen                                                      | 85–78                                                            | Türk Telekom                                                     | N/A               |
| 2001–2002                                                        | Efes Pilsen                                                      | 78–74                                                            | Darüşşafaka                                                      | N/A               |
| 2002–2003                                                        | Ülkerspor                                                        | 79–63                                                            | Türk Telekom                                                     | N/A               |
| 2003–2004                                                        | Ülkerspor                                                        | 84–74                                                            | Efes Pilsen                                                      | N/A               |
| 2004–2005                                                        | Ülkerspor                                                        | 73–41                                                            | Pınar Karşıyaka                                                  | N/A               |
| 2005–2006                                                        | Efes Pilsen                                                      | 74–68                                                            | Ülkerspor                                                        | N/A               |
| 2006–2007                                                        | Efes Pilsen                                                      | 73–59                                                            | Banvit                                                           | N/A               |
| 2007–2008                                                        | Türk Telekom                                                     | 80–61                                                            | Oyak Renault                                                     | N/A               |
| 2008–2009                                                        | Efes Pilsen                                                      | 79–70                                                            | Erdemirspor                                                      | N/A               |
| 2009–2010                                                        | Fenerbahçe Ülker                                                 | 72–68                                                            | Mersin BB                                                        | N/A               |
| 2010–2011                                                        | Fenerbahçe Ülker                                                 | 81–72                                                            | Beşiktaş                                                         | Emir Preldžič     |
| 2011–2012                                                        | Beşiktaş                                                         | 78–74                                                            | Banvit                                                           | Serhat Çetin      |
| 2012–2013                                                        | Fenerbahçe Ülker                                                 | 63–57                                                            | Galatasaray                                                      | David Andersen    |
| 2013–2014                                                        | Pınar Karşıyaka                                                  | 66–65                                                            | Anadolu Efes Spor Kulübü                                         | Bobby Dixon       |
| 2014–2015                                                        | Anadolu Efes Spor Kulübü                                         | 70–60                                                            | Fenerbahçe Ülker                                                 | Thomas Heurtel    |
| 2016                                                             | Fenerbahçe Ülker                                                 | 67–65                                                            | Darüşşafaka Doğuş                                                | Bogdan Bogdanović |
| 2017                                                             | Bandırma Banvit                                                  | 75–66                                                            | Anadolu Efes Spor Kulübü                                         | Jordan Theodore   |
| 2018                                                             | Anadolu Efes Spor Kulübü                                         | 78–61                                                            | Tofaş                                                            | Krunoslav Simon   |
| 2019                                                             | Fenerbahçe                                                       | 80–70                                                            | Anadolu Efes Spor Kulübü                                         | Luigi Datome      |
| 2020                                                             | Fenerbahçe                                                       | 74–71                                                            | Darüşşafaka                                                      | Luigi Datome (2)  |
| 2021 : Annulée en raison de la pandémie de Covid-19              | 2021 : Annulée en raison de la pandémie de Covid-19              | 2021 : Annulée en raison de la pandémie de Covid-19              | 2021 : Annulée en raison de la pandémie de Covid-19              | N/A               |
| 2022                                                             | Anadolu Efes                                                     | 86–72                                                            | Fenerbahçe                                                       | Tibor Pleiss      |
| 2023 : Annulée en raison des séismes de 2023 en Turquie et Syrie | 2023 : Annulée en raison des séismes de 2023 en Turquie et Syrie | 2023 : Annulée en raison des séismes de 2023 en Turquie et Syrie | 2023 : Annulée en raison des séismes de 2023 en Turquie et Syrie | N/A               |
| 2024                                                             | Fenerbahçe                                                       | 80–67                                                            | Anadolu Efes                                                     | Nick Calathes     |
| 2025                                                             | Fenerbahçe                                                       | 104–81                                                           | Beşiktaş JK                                                      | Nigel Hayes       |

## Bilan par club
| Club                  | Titres | Finales | Année(s)                                                               |
| --------------------- | ------ | ------- | ---------------------------------------------------------------------- |
| Efes Pilsen           | 12     | 5       | 1994, 1996, 1997, 1998, 2001, 2002, 2006, 2007, 2009, 2015, 2018, 2022 |
| Fenerbahçe Ülker      | 9      | 5       | 1967, 2010, 2011, 2013, 2016, 2019, 2020, 2024, 2025                   |
| Galatasaray           | 3      | 2       | 1970, 1972, 1995                                                       |
| Ülkerspor             | 3      | 2       | 2003, 2004, 2005                                                       |
| Tofaş                 | 3      | 1       | 1993, 1999, 2000                                                       |
| İTÜ (en)              | 2      | 1       | 1969, 1971                                                             |
| Türk Telekom          | 1      | 4       | 2008                                                                   |
| Beşiktaş              | 1      | 4       | 2012                                                                   |
| Bandırma Banvit       | 1      | 2       | 2017                                                                   |
| Pınar Karşıyaka       | 1      | 1       | 2014                                                                   |
| Altınordu             | 1      | –       | 1968                                                                   |
| TED Ankara Kolejliler | 1      | –       | 1973                                                                   |
| Paşabahçe             | 1      | –       | 1992                                                                   |
| Darüşşafaka           | –      | 3       |                                                                        |
| Muhafızgücü           | –      | 2       |                                                                        |
| Nasaşspor             | –      | 2       |                                                                        |
| Erdemirspor           | –      | 1       |                                                                        |
| Mersin BB             | –      | 1       |                                                                        |
| Ortaköy               | –      | 1       |                                                                        |
| Oyak Renault          | –      | 1       |                                                                        |